# Snipex M
Snipex M — однозарядна далекобійна гвинтівка калібру 12.7 з автоматичним викиданням гільзи. Призначена для враження рухомих і нерухомих цілей, зокрема на далеких дистанціях. Розроблена харківською компанією ХАДО.

## Конструкція
Гвинтівка Snipex М випускається у двох варіантах. Snipex М75 має довжину ствола 750 мм, а Snipex М100 — 1000 мм. Гвинтівки сконструйовані з урахуванням усіх вимог до зброї для високоточної стрільби. Компоновка за схемою булпап. Ствол має 8 правих нарізів з твістом 15 дюймів, максимально відкритий, з поздовжніми долами. Оснащений  дульним гальмом-компенсатором.
Замикання ствола здійснюється поздовжньо-ковзним поворотним затвором. 13 бойових упорів розташовані трьома рядами і повертаються на 60 градусів, що забезпечує надійне замикання ствола. Стріляні гільзи викидаються автоматично, після відкочування затвора назад. Процес викидання гільзи починається з невеличкою затримкою, що дозволяє кулі покинути ствол, коли затвор ще повністю закритий. В цей час кулі передається максимальна кількість енергії.
Гвинтівка має спеціальний запобіжник прапорцевого типу, розташований безпосередньо над рукояткою ведення вогню і доступний з обох боків зброї.
У гвинтівці реалізовано низку спеціальних конструкційних рішень щодо зменшення відбою і збільшення купчастості стрільби. Відбій утилізується за рахунок дії інерційно-відкотної системи, яка включає підпружинені вузли, відкотно-накотний пристрій або гідравлічний відкотно-накотний пристрій. Відкотні пристрої вбудовані у кожух ствола таким чином, що можна стріляти спираючись кожухом на будь-яку поверхню. Частина енергії відбою додатково гаситься за рахунок ДГК.
Гвинтівка комплектується оригінальними сошками, які легко складаються. Вони сконструйовані таким чином, що центр тяжіння гвинтівки знаходиться нижче точки кріплення сошок. Це забезпечує додаткову стабільність і точність під час стрільби. На гвинтівці встановлено додаткову задню опора спеціальної конструкції, яка передбачає можливість швидкого налаштування під стрілка.
Гвинтівка оснащена рейкою Пікатіні з ухилом 35 МОА, на яку можна встановити різноманітні прилади для прицілювання.

## Характеристики
|                                       | Snipex M75          | Snipex M100         |
| ------------------------------------- | ------------------- | ------------------- |
| Калібр                                | 12.7                | 12.7                |
| Набій                                 | 12.7Х108            | 12.7Х108            |
| Маса, кг                              | 15                  | 16,5                |
| Довжина зібраної гвинтівки, мм        | 1250                | 1505                |
| Довжина ствола, мм                    | 750                 | 1000                |
| Нарізи                                | 8                   | 8                   |
| Твіст                                 | 15"                 | 15"                 |
| Планка Пікатіні                       | Верхня Mil standard | Верхня Mil standard |
| Запобіжник                            | прапорцевого типу   | прапорцевого типу   |
| Початкова швидкість кулі, м/c         | 780                 | 850                 |
| Ефективна дальність стрільби, м       | 2000                | 2300                |
| Максимальна дальність польоту кулі, м | 6800                | 6800                |

## Історія
Прототип гвинтівки був представлений на Міжнародній спеціалізованій виставці «Зброя та безпека 2016». Через рік з'явилася інформація про робочий варіант Snipex M75, а ще через рік на виставці «Зброя та безпека 2018» була презентована Snipex M100.